# Вуколов Олексій Валентинович
Олексій Валентинович Вуколов — український військовослужбовець, полковник Збройних сил України, учасник російсько-української війни. Лицар ордена Богдана Хмельницького трьох ступенів.
Станом на 2019 рік тимчасово виконувач обов'язків начальника 169-го навчального центру.

## Нагороди
- орден Богдана Хмельницького I ступеня (2 серпня 2022) — за особисту мужність і самовіддані дії, виявлені у захисті державного суверенітету та територіальної цілісності України, вірність військовій присязі[2];
- орден Богдана Хмельницького II ступеня (25 березня 2022) — за особисту мужність і самовіддані дії, виявлені у захисті державного суверенітету та територіальної цілісності України, вірність військовій присязі[3];
- орден Богдана Хмельницького III ступеня (3 грудня 2021) — за особисті заслуги у зміцненні обороноздатності Української держави, мужність і самовіддані дії, виявлені у захисті державного суверенітету та територіальної цілісності України, зразкове виконання військового обов’язку[4].

## Військові звання
- полковник.